# Universe (jeu vidéo, 1983)
Pour le jeu de 1994 de Core Design, voir Universe (jeu vidéo, 1994).
Universe est un jeu vidéo de rôle conçu par Thomas Carbone et William Leslie III et publié par Omnitrend Software en 1983 sur Atari 8-bit puis porté sur Apple II et IBM PC. Le jeu se déroule dans un univers de science-fiction, dans une galaxie colonisée par l’humanité puis abandonnée par sa planète mère. Le joueur y incarne un pilote de vaisseau spatial qui doit exploiter les ressources de planètes, faire du commerce, transporter des marchandises et des passagers et éventuellement affronter des pirates. Principalement en mode texte, avec des graphismes en fil de fer, le jeu se déroule au tour par tour. À sa sortie, le jeu est plutôt bien accueilli par le magazine Computer Gaming World qui salue notamment ses excellents graphismes, son gameplay réaliste et sa durée de vie. Il est considéré comme un précurseur des jeux de simulation de vol et d’exploration spatial. Le jeu a bénéficié de deux suites, Universe II (1985) et Universe 3 (1989), également développées par Omnitrend Software. Son univers de science-fiction a également été repris par les mêmes développeurs dans les jeux de combats tactiques Breach (1987), Breach 2 (1990) et Breach 3 (1995) ainsi que dans les jeux de combat spatial Rules of Engagement (1991) et  Rules of Engagement 2 (1993).